# Riksdagen 1959

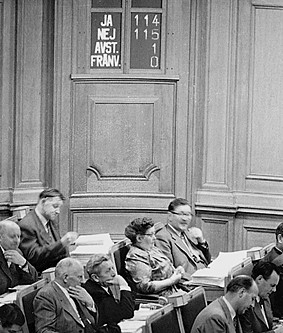
Votering i ATP-frågan i andra kammaren den 14 maj 1959.

Riksdagen 1959 ägde rum i Stockholm.
Riksdagens kamrar sammanträdde i riksdagshuset den 10 januari 1959. Riksdagsarbetet inleddes ceremoniellt genom riksdagens högtidliga öppnande i rikssalen på Stockholms slott den 12 januari. Första kammarens talman var John Bergvall (FP), andra kammarens talman var Patrik Svensson (S). Riksdagen avslutades den 16 december 1959.